# Photoakustische Tomografie
Die photoakustische Tomografie (PAT, englisch Photoacoustic Tomography, auch: optoakustische Tomografie) ist ein hybrides bildgebendes Verfahren, welches den photoakustischen Effekt ausnutzt. Sie arbeitet mit sehr schnellen Laserpulsen (kleiner als zehn Nanosekunden), die im zu untersuchenden Gewebe Ultraschall erzeugen. Photoakustische Tomografie ist eines von mehreren Verfahren der Photoakustischen Bildgebung. Ein verwandtes Verfahren ist die Photoakustische Spektroskopie.
Der Unterschied zur konventionellen Ultraschalluntersuchung ist, dass nicht nur „Echos“ an der Oberfläche von Organen untersucht werden, sondern diese den Schall selbst erzeugen. Die lokale Absorption des Lichts führt zur schlagartigen lokalen Erwärmung und zu daraus resultierender thermischen Expansion. Dadurch werden schließlich breitbandige akustische Wellen erzeugt. Durch Messung der ausgehenden Ultraschallwellen mit entsprechenden Ultraschallwandlern außerhalb der Probe kann die ursprüngliche Verteilung der absorbierten Energie rekonstruiert werden. Die damit möglichen Bilder können den Detailreichtum der Computertomographie erreichen, ohne dass dabei gefährdende Strahlung erzeugt wird. Diese Technik der Bildgebung ist besonders für weiches, biologisches Gewebe geeignet, da bestimmte Gewebebestandteile wie Blutgefäße einen starken Kontrast für sichtbares oder infrarotes Licht aufweisen.

## Anwendungen
Tumorzellen erscheinen transparent und sind somit fast unsichtbar. Wissenschaftler haben Tumorzellen genetisch so verändert, dass sie den körpereigenen Farbstoff Melanin produzieren. Damit werden sie für die Photoakustik erkennbar. Die extrem kleinen Detektoren erzeugen 3-D-Bilder in einer sehr hohen Auflösung und ermöglichen Untersuchungen in Geweberegionen von lebenden Organismen mit Bildtiefen von bis zu einem Zentimeter. Bisherige, rein optische Technologien mit hoher Auflösung, wie Mikroskopie oder Kohärenztomographie, konnten nur Tiefen von einem Millimeter erreichen.
In der Erforschung befindet sich die Anwendung der photoakustischen Tomografie, um Ovarialkarzinome frühzeitig zu erkennen und zu diagnostizieren. Hierzu werden zwei Biomarker verwendet, um die Eierstöcke zu charakterisieren: die relative Gesamthämoglobinkonzentration (rHbT), die in direktem Zusammenhang mit der Tumorangiogenese steht, und die mittlere Sauerstoffsättigung sO2. Bei der photoakustischen Tomografie breitet sich das Licht des Lasers von einer transvaginalen Ultraschallsonde aus, wird vom Tumor absorbiert und erzeugt Schallwellen, die Informationen über die beiden Biomarker in den im Ultraschall sichtbaren Ovarien anzeigen.